# هاریت باکر

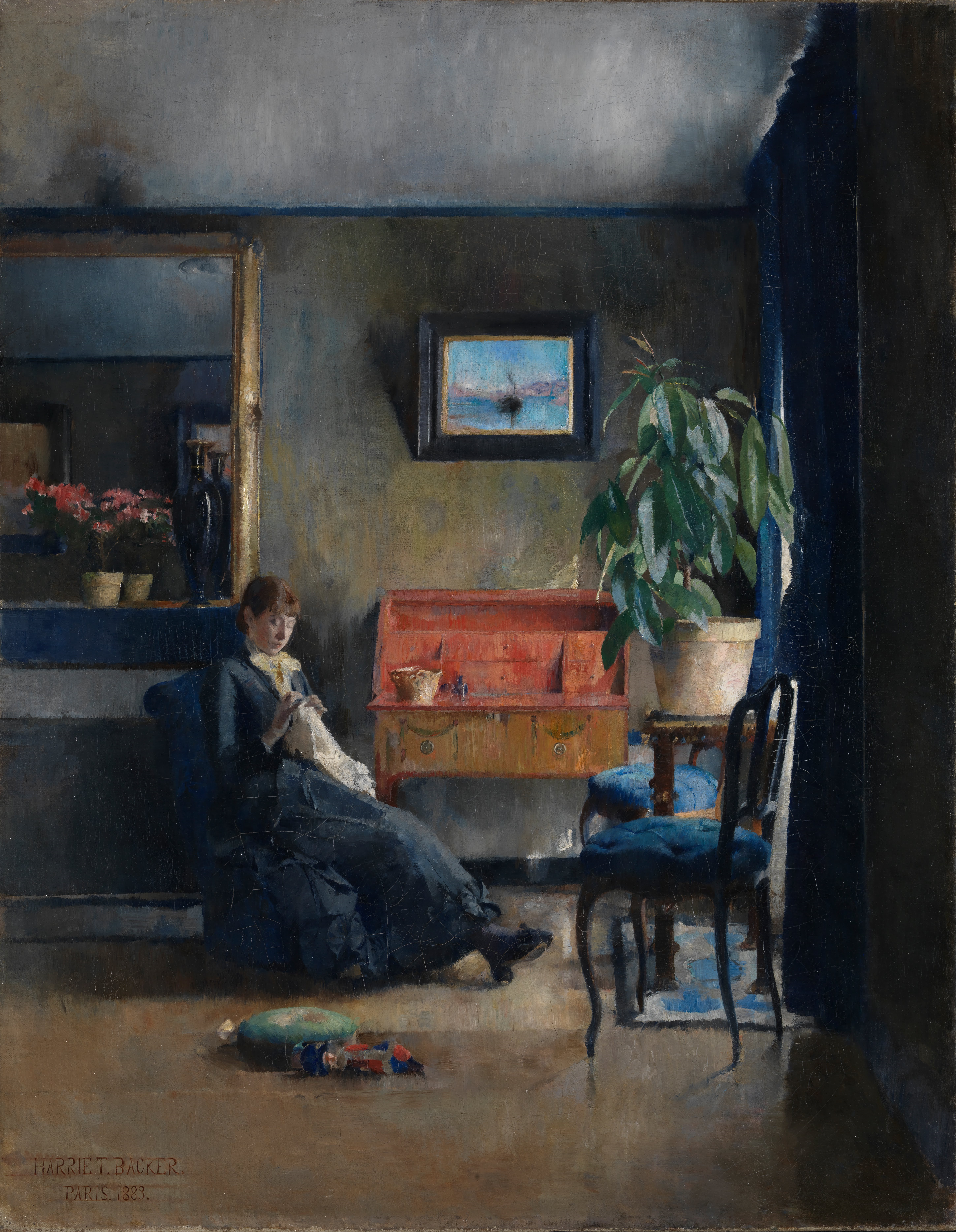
فضای داخلی آبی (۱۸۸۳) موزهٔ ملی

هاریت باکر (نروژی: Harriet Backer؛ ‏ ۲۱ ژانویهٔ ۱۸۴۵ – ۲۵ مارس ۱۹۳۲) نقاش نروژی بود که در زمان خود به شهرت رسید و در میان هنرمندان زن در کشورهای شمال اروپا و به‌طور کلی در قارهٔ اروپا پیشگام بود. او بیشتر به خاطر صحنه‌های داخلی دقیقش که با رنگ‌های غنی و تأثیر متقابل نور و سایه خلق شده شناخته می‌شود.

## زندگی‌نامه
باکر یکی از چهار دختری بود که در خانواده ای مرفه در هولمستران در وستفولد نروژ به دنیا آمد. پدر و مادرش نیلز باکر (۱۸۱۵–۱۸۷۷) و سوفی اسمیت پترسن (۱۸۱۹–۱۸۸۲) نام داشتند و او خالهٔ نقاش نروژی آستری ولهاون هایبرگ (۱۸۸۱–۱۹۶۷) بود. پدرش تاجر کشتی و مادرش از خانواده ای ثروتمند بودند. خانواده او در سال ۱۸۵۶ به کریستینیا (اسلو امروزی) نقل مکان کردند.
او در مدرسه دخترانه ویلهلمینه اوتنریث (۱۸۵۷–۱۸۶۰) و مدرسه هارتویگ نیسن (۱۸۶۳) تحصیل کرد. باکر در سن ۱۲ سالگی، برای نخستین بار به یادگیری ترسیم و نقاشی نزد استادانی از جمله یواکیم کالمایر (۱۸۵۷) پرداخت. او نزد مربی هنر نروژی یوهان فردریک اکرزبرگ (۱۸۶۱–۱۸۶۵)، در برلین زیر نظر آلفونس هولندر (۱۸۶۶–۱۸۶۷) و با هنرمند دیگری به نام کریستن برون (۱۸۶۷–۱۸۶۸) تحصیل کرد و در مدرسه نقاشی کنود برگسلین (۱۸۷۱–۱۸۷۴) حضور یافت. بعدها، او شاگرد ایلیف پترسن در مونیخ (۱۸۷۴–۱۸۷۸) شد. او همچنین از شاگردان لئون بونا و ژان-لئون ژروم در پاریس (۱۸۷۸–۱۸۸۰) بود. باکر همچنین یک تابستان را در شهر روشفور-آن-تر در موربیان گذراند و با لیون ژرمان پلوز که او را «خبره‌ترین مردی که تا به حال دیده‌ام» نامید.
علاوه بر این، هاریت باکر به عنوان همراه خواهرش پیانیست مشهور کنسرت آگاته باکر گروندال (۱۸۴۷–۱۹۰۷)، در تورهای کنسرت خود به‌طور گسترده در سراسر اروپا سفر کرد. او در این سفرها فنون نقاشی را بیشتر یادگرفت. از سال ۱۸۸۰ تا ۱۸۸۸، او در پاریس ماند و مدتی در استودیوی مشترکی با هنرمند نروژی «کیتی لانگه شیلاند» فعالیت کرد. او همچنین با سالن ماری ترلا در پاریس در ارتباط بود.
در سال ۱۸۸۸، باکر برای همیشه به نروژ بازگشت و در ساندویکا، خارج از کریستینیا ساکن شد. از سال ۱۸۸۹ تا ۱۹۱۲، او یک مدرسه هنری را اداره می‌کرد و در آنجا بر تعدادی از هنرمندان جوان از جمله ماری هوگه، لارس یورده و هنریک لوند تأثیر گذاشت. او همچنین به رمان‌نویس نروژی کورا ساندل درس‌های هنری داد.
هاریت باکر فقط حدود ۱۸۰ اثر هنری خلق کرد که عمدتاً بر اساس موضوعات محلی بودند. کار او آهسته اما جامع بود. در سال ۱۸۸۰، او اولین بار در پاریس با نقاشی تنهایی و در سال ۱۸۸۳ فضای داخلی آبی را در نمایشگاه پاییز در اسلو به نمایش گذاشت. او تحت تأثیر امپرسیونیسم بود. او هرگز به هیچ مکتبی تعلق نداشت، اما کار او اغلب با کار ایلیف پترسن (۱۹۲۸–۱۸۵۲) معاصرش مقایسه می‌شود. باکر بر اساس سنت واقع‌گرایی در نقاشی کار می‌کرد و به همین دلیل او را هم واقع‌گرا و هم یکی از نخستین نقاشان امپرسیونیست می‌دانند.
باکر در سال‌های ۱۸۷۸، ۱۸۷۹ و ۱۸۸۰ نشان شافرز را دریافت کرد. او موفق به کسب مدال نقره‌ای هم در نمایشگاه جهانی (۱۸۸۹) شد. باکر آثار خود را در موزه علم و صنعت شیکاگو در نمایشگاه جهانی در سال ۱۸۹۳ در شیکاگو ایلینوی به نمایش گذاشت. باکر از سال ۱۹۰۷ تا زمان مرگش در سال ۱۹۲۵، یک کمک مالی خصوصی سالانه از سرمایه‌دار هنردوست و ثروتمند، «اولاف فردریک شو» (۱۸۶۱–۱۹۲۵) دریافت می‌کرد. او در سال ۱۹۰۸ مدال شایستگی زرین پادشاه (Kongens fortjenstmedalje i gull) را دریافت کرد. باکر در سال ۱۹۱۲، به عضویت «انجمن شمالی‌ها» درآمد و به او نشان پتر داس اعطا شد. در سال ۱۹۲۵، او نشان درجه ۱ شوالیه سنت اولاف را هم دریافت نمود.
هاریت باکر در ۲۵ مارس ۱۹۳۲ درگذشت و در «گورستان نجات دهنده ما» در اسلو به خاک سپرده شد. آدا مدسن (۱۹۱۷–۲۰۰۹) تندیس‌هایی برنزی از هریت باکر و خواهرش آگاته باکر گروندال را طراحی کرد که در سال ۱۹۸۲ در زادگاهشان هولمستران ساخته شد. تعدادی از بزرگ‌ترین موزه‌ها و مجموعه‌های هنری در نروژ آثار هنری باکر را به نمایش گذاشته‌اند؛ از جمله موزه ملی در اسلو، موزه برگن و مجموعه راسموس مایرز در موزه هنر برگن. نام و آثار هاریت باکر در نمایشگاه سال ۲۰۱۸ تحت عنوان «زنان در پاریس ۱۹۰۰–۱۸۵۰» گنجانده شد.

## نگارخانه

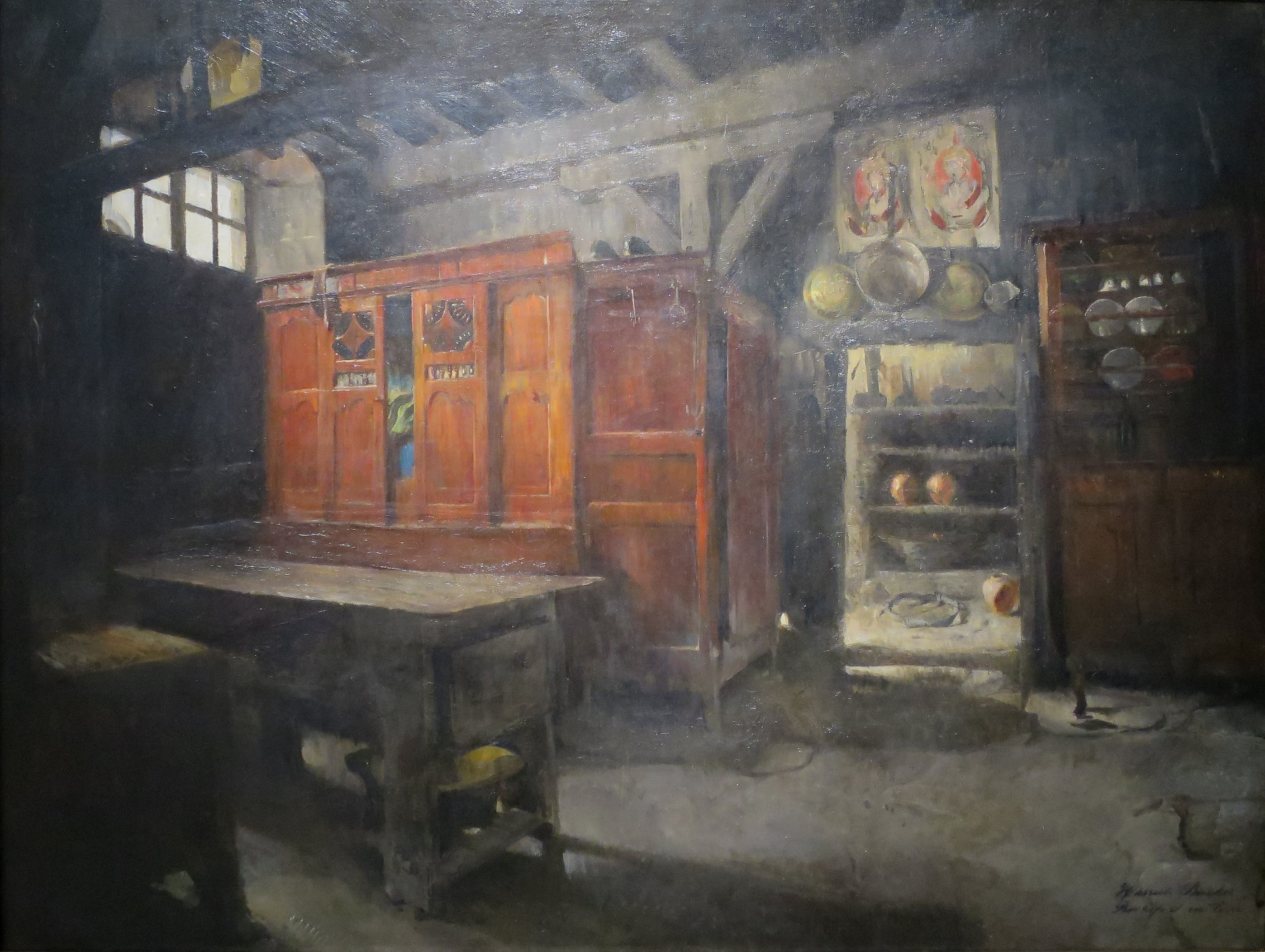
نمای داخلی برتون (۱۸۸۲)
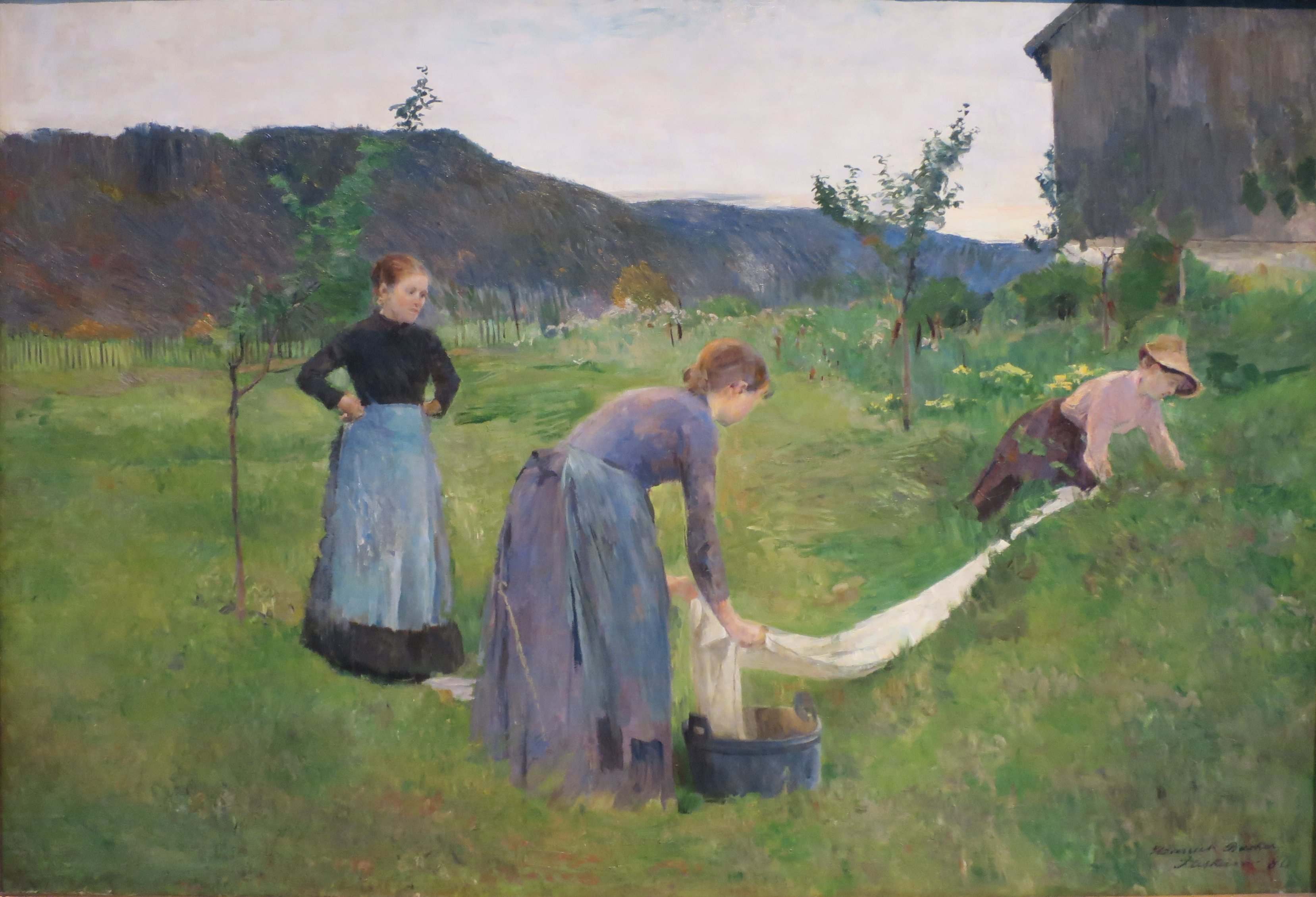
سفیدگری روی تپه (۱۸۸۶–۱۸۸۷)
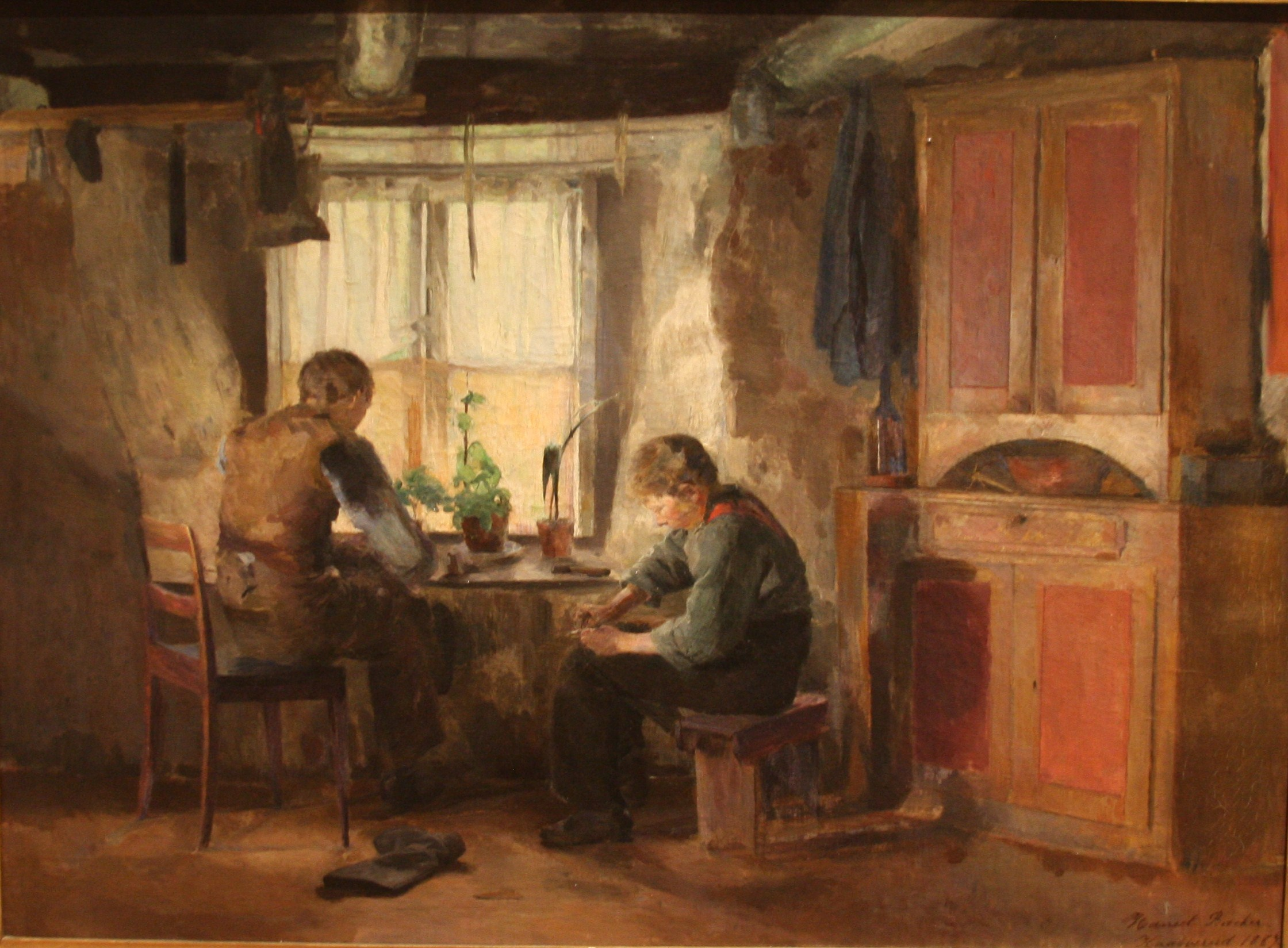
کفاشان روستا (۱۸۸۷)
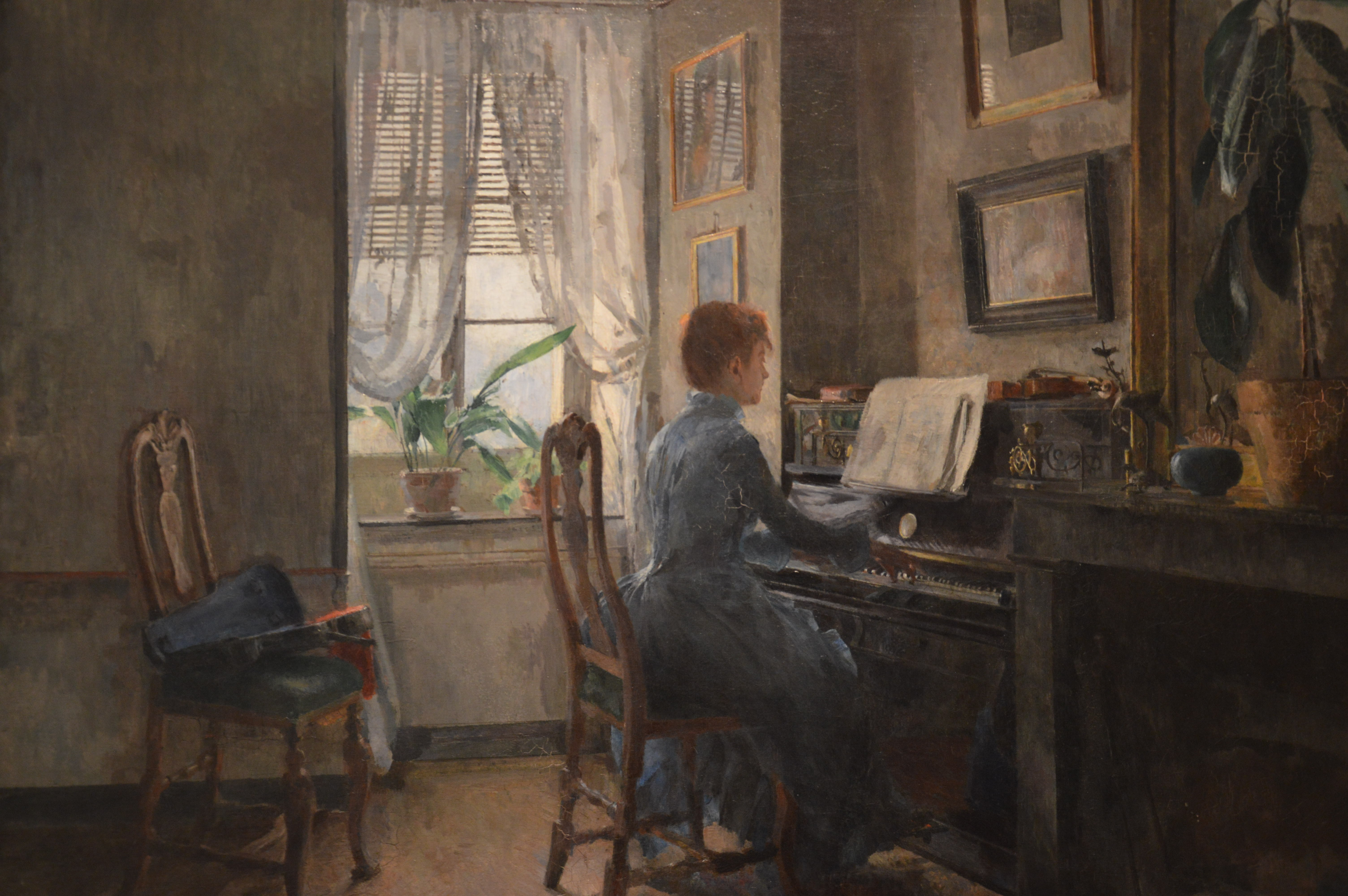
در خانه‌ام (۱۸۸۷)
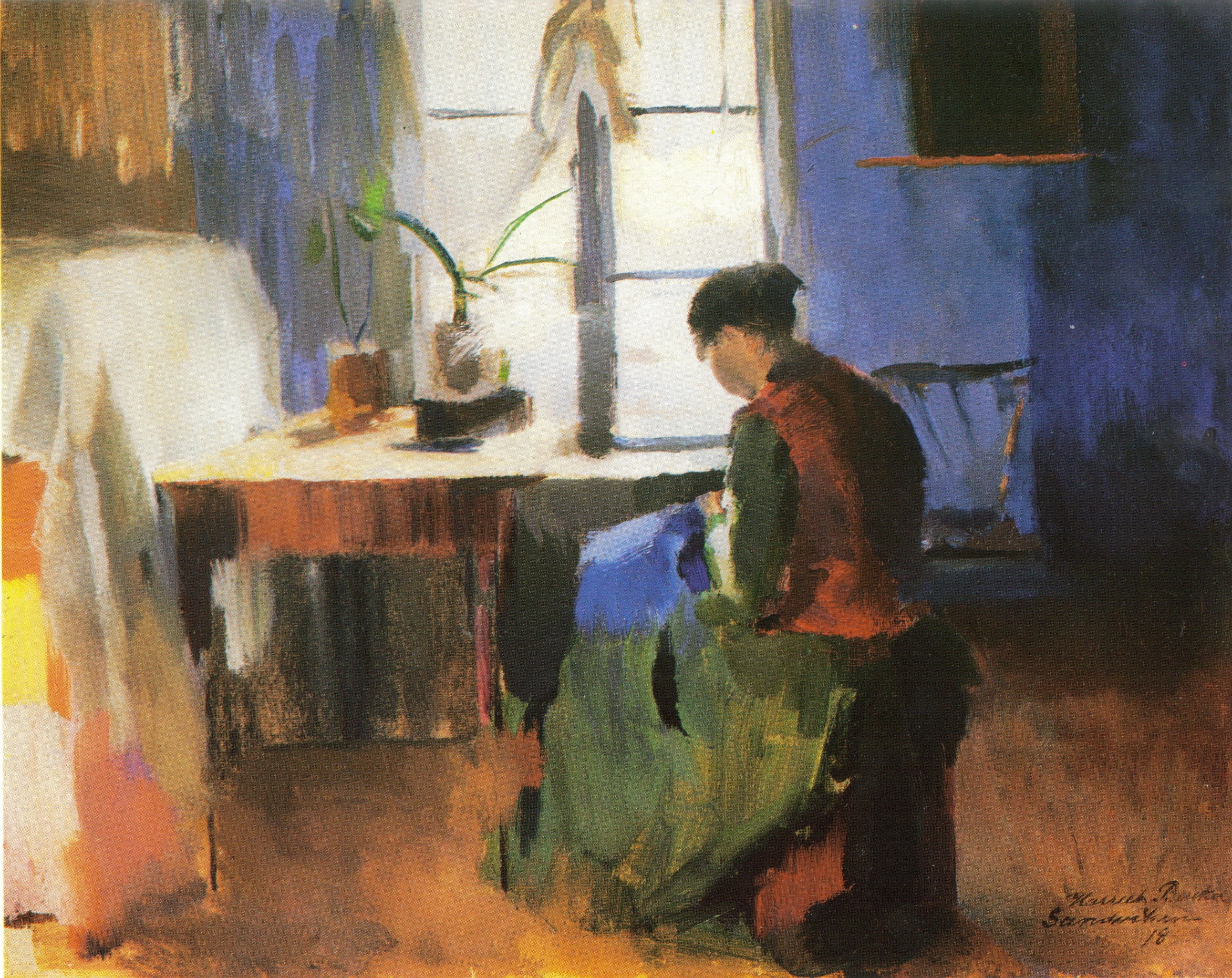
زن در حال خیاطی (۱۸۹۰)
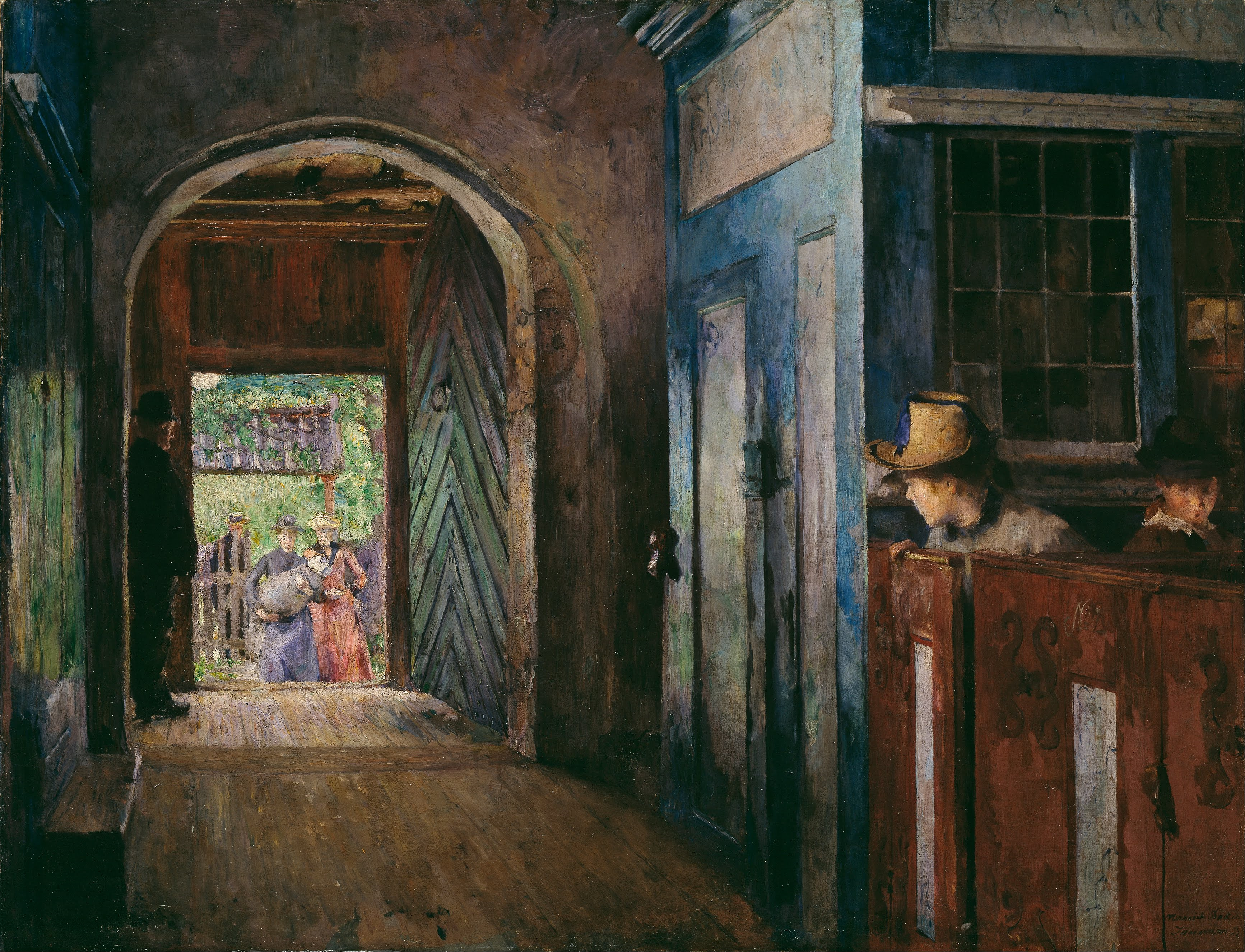
غسل تعمید در کلیسای تانوم (۱۸۹۲)
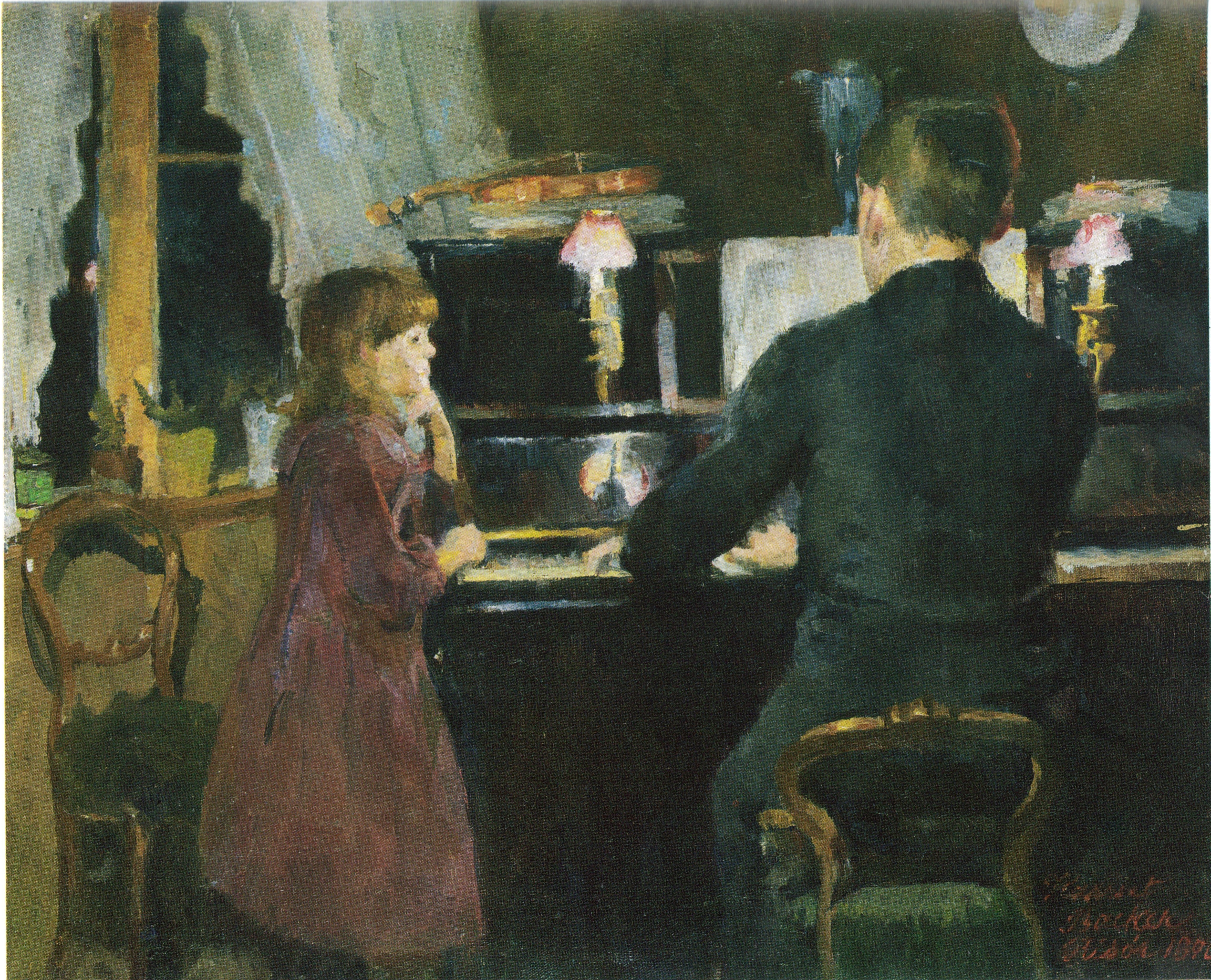
برادر بزرگ بازی می‌کند (۱۸۹۰)
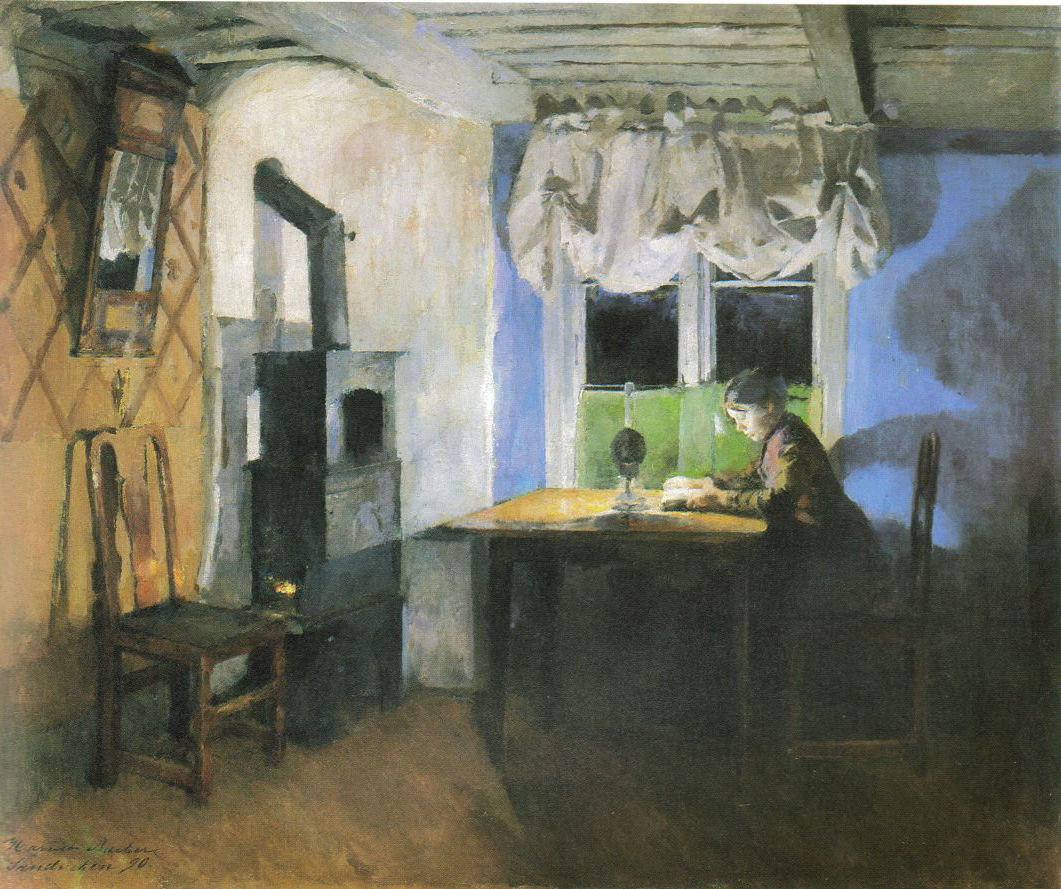
زیر نور چراغ لامپ (۱۸۹۰)
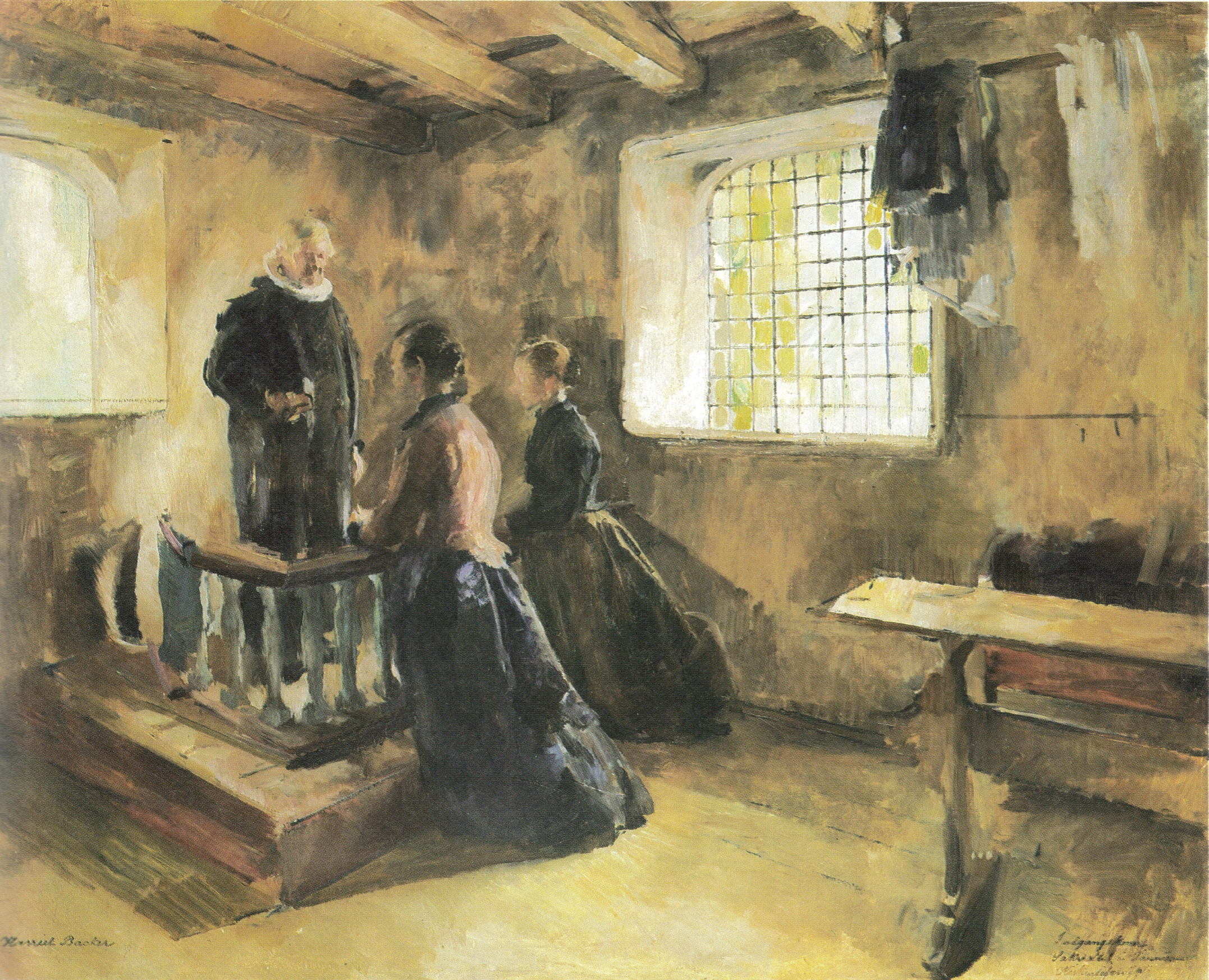
زنان در کلیسا
(۱۸۹۲)